# Piede monetario
In numismatica, il piede è il numero di monete che possono essere prodotte con una certa quantità di metallo prezioso. 
In pratica rappresenta il rapporto tra il valore della moneta (facciale) e il valore del metallo che la costituisce. Insieme ai costi di produzione contribuisce a determinare il signoraggio su quella moneta.

## Piedi monetari greci
Le città greche usavano diversi piedi che erano usati per coniare l'argento. I più noti sono:
era usato in molte città dell'Italia meridionale fondate da coloni provenienti dall'Acaia, la regione nel nord del Peloponneso. Aveva uno statere di 8 grammi suddiviso in 1/3 (dracma)
Atticoera il piede usato dagli Ateniesi ed altre zecche dell'Egeo. Era usato da alcune zecche della Sicilia come Siracusa. Inizialmente si basava su un didracma da 8,6 grammi ma in seguito fu adottato un tetradracma da 17,4 grammi, suddiviso in 4 dracme di gr.4,35. Grazie all'influenza di Atene questo piede si diffuse particolarmente e, adottato da Alessandro Magno, fu il piede principale della monetazione ellenistica.
Corinzioera il piede di Corinto e di altre zecche che coniavano con gli stessi modelli, in particolare nel nord-ovest della Grecia. Anche il piede corinzio era basato su uno statere di 8,2 / 8,7 g, ma questo era diviso in 3 dracme,di gr.2,9 al posto delle due del piede attico.
usato ad Egina ed in colonie dell'Egeo meridionale. Aveva uno statere di ca. 12,6 grammi. Fu usato anche nella monetazione della Beozia, in quella di Delfi e in altre ancora.
Euboicousato in Eubea ed in colonie euboiche come alcune città della Sicilia (Himera, Naxos ecc.). Aveva uno statere di ca. 17,2 g suddiviso in 3 dracme da 5,75 g ca.
 (o Campano)era usato nelle colonie fondate dai Focei, a Velia - Elea fino al 500 a.C., e a Massalia e nella monetazione della Campania. Lo statere era di 7,5 grammi suddiviso in 2 dracme.

## Piedi monetari romani
A differenza della monetazione greca, i piedi monetari nella monetazione romana fanno riferimento al peso della monetazione enea.
Piede libbralele prime monete romane erano fuse (Aes grave). Il loro valore era dato dal contenuto di metallo (bronzo) usato. Il piede usato era quindi quello di un asse dal peso di una libbra romana, ca. 327 grammi. Questo piede fu usato esclusivamente per le monete fuse.
Piede semilibralenel tentativo di rendere più agevoli i commerci il peso dell'asse fu ridotto a 163½ grammi (metà della libbra).
Piede sestantalecon un'ulteriore riduzione del peso delle monete il peso dell'asse fu portato a 54,5 grammi (il sestante (moneta) valeva 1/6 della libbra).
Piede oncialesuccessivamente il peso dell'asse fu portato a quello che in inizio era il peso dell'oncia, cioè a ca. 23 grammi.
Piede semioncialenell'ultima riduzione il peso dell'asse fu portato a metà del peso dell'oncia, a ca. 10 grammi.

## Altri
esistono due piedi fenici, il pesante e il leggero; il primo ha uno statere dal peso di ca. 14,45-15,62 g, mentre l'altro ha un peso pari alla metà, cioè di 7,22-7,80 g; 15 stateri "leggeri" valevano all'incirca un darico, mentre 15 "pesanti" ne valevano all'incirca due.